# Claire Mathieu
Pour les articles homonymes, voir Mathieu.
Claire Mathieu, connue aussi sous le nom Claire Kenyon, née le 9 mars 1965, est une informaticienne et mathématicienne française, connue pour ses recherches sur les algorithmes d'approximation, les algorithmes en ligne, et la théorie des enchères. Elle travaille en tant que directrice de recherche au Centre national de la recherche scientifique en informatique. Elle est chercheuse à l'Institut de recherche en informatique fondamentale.

## Biographie

### Enfance et formation
Claire Mathieu est née le 9 mars 1965. Elle fait ses études secondaires au collège Marcel Pagnol à Caen de 1974 à 1977, maintenant nommé collège Stephen Hawking, puis au lycée François Couperin à Fontainebleau de 1977 à 1981 où elle décroche son baccalauréat. Après deux années de classe préparatoire aux grandes écoles (CPGE) au lycée Louis-le-Grand à Paris, elle intègre l'École normale supérieure de jeunes filles (ENS Sèvres) en 1983. Elle obtient une maîtrise en mathématiques à l'université Paris-Diderot (Paris-VII) en 1984. Se destinant à la recherche en mathématiques, elle se voit alors imposer de suivre un cours d'informatique. Elle y assiste à contrecœur, mais finalement apprécie à tel point qu'elle décide de continuer ses études dans ce domaine. Elle obtient un diplôme d'études approfondies (DEA) en informatique en 1985 à l'université Paris-Sud (Paris-XI), puis un doctorat en informatique en 1988 dans la même université sous la direction de Claude Puech,,.

### Carrière
Elle commence sa carrière aux États-Unis comme chercheuse postdoctorale à l'université de Princeton de 1988 à 1989, puis au DIMACS (en), un laboratoire de l'université collaborant avec de grandes entreprises américaines, de 1989 à 1990. Elle revient en France en 1990 où elle travaille comme chargée de recherche au CNRS et à l'ENS Lyon jusqu'en 1997. Dans le même temps, elle est professeure invitée à l'université de Californie à Berkeley en 1992, 1994 et 1996, et à l'université Cornell en 1997. Elle obtient l'habilitation à diriger des recherches (HDR) en 1996 à l'université de Lyon-I. Elle est professeure d'informatique à l'université Paris-Sud de 1997 à 2002 et à l'École polytechnique de 2002 à 2004. Elle est également membre junior de l'Institut universitaire de France de 2002 à 2004 et professeure invitée à l'université de Princeton en 2003. Elle repart aux États-Unis pour enseigner à l'université Brown de 2004 à 2012. Elle revient en France où elle est depuis 2012 directrice de recherche au CNRS en informatique. En parallèle, elle est professeure associée en informatique à l'ENS de 2014 à 2016,. Durant l'année scolaire 2017-2018, elle est titulaire de la Chaire annuelle Informatique et sciences numériques du Collège de France en partenariat avec l'Inria. Son cours porte sur l'algorithmique et sa leçon inaugurale a lieu le 16 novembre 2017,. Depuis 2018, elle fait sa recherche au laboratoire IRIF (Institut de recherche en informatique fondamentale).
En parallèle de ses activités de recherche et d'enseignement, elle participe à l'organisation de plusieurs conférences scientifiques et prend part à différents comités scientifiques, notamment au sein d'écoles et d'universités, aussi bien en France qu'à l'étranger. Elle a également été éditrice de revues scientifiques telles que ESAIM Probabilites et Statistiques de 2001 à 2004, Algorithmica de 2004 à 2010, SIAM Journal on Computing (SICOMP) de 2010 à 2016,.
En décembre 2023, elle démissionne du conseil présidentiel de la science en réaction à l’adoption par le parlement de la loi immigration. Elle dénonce une loi « d’extrême droite » et « xénophobe ».

## Recherche et enseignement
Claire Mathieu fait de la recherche sur l’algorithmique, et en particulier sur la conception d'algorithme d'approximation, c'est-à-dire d’algorithmes pour trouver des solutions quasi-optimales à des problèmes qui sont difficiles à résoudre exactement. Elle s’intéresse à la modélisation de réseaux sociaux, à la reconstruction de graphes cachés, et aux graphes planaires.

## Vulgarisation
Claire Mathieu a fait un exposé « grand public » sur la place des femmes en recherche en informatique théorique intitulé « Le plafond de verre dans les réseaux sociaux », conférence donnée dans le cadre du cycle Une question, un chercheur, ouverte aux élèves de classes préparatoires et aux étudiants de licence, organisée par l'Union des professeurs de classes préparatoires scientifiques (UPS), la Société mathématique de France (SMF), la Société française de physique (SFP), et l'Institut d'astrophysique (IAP). 

## Parcoursup
En 2017, Claire Mathieu participe avec Hugo Gimbert à l'élaboration de l'algorithme de résolution du problème des mariages stables utilisé par la plateforme Parcoursup pour le classement des vœux des candidats,.

## Distinctions
Claire Mathieu a été conférencière invitée en 2014 à l'ICALP et en 2015 au Symposium on Discrete Algorithms (SODA). La médaille d'argent du CNRS, qui « distingue un chercheur pour l'originalité, la qualité et l'importance de ses travaux, reconnus sur le plan national et international » lui est décernée en 2019. Elle est élue fin décembre 2019 membre de l'Académie des Sciences, dans la section  des sciences mécaniques et informatiques. Elle est nommée Fellow de l'EATCS en 2023 « for fundamental contributions to solving theoretical and applied problems in approximation algorithms, online algorithms, and auction theory »,. Elle est faite Chevalière de la Légion d'honneur en 2020.